# XaviXPORT
XaviXPORT（ザビックス・ポート）は、新世代株式会社が北米で2004年、日本で2005年に発売したフィットネス機器、体感型ゲーム機。発売当時の標準価格は北米では79.99USドル、日本では9,800円（税込）。
新世代社はこの製品を「フィットネス機器」として発売したが、後年、「ゲーム機」の一種として扱われることが多く、本項目でも便宜上ゲーム機として取り扱う。

## 概要
新世代社が開発したXaviX Technologyを採用した、フィットネスを目的とした体感型ゲーム機。XaviXチップを組み込んだ単機能型の体感型玩具とは異なり、カセット交換型のシステムを採用している。新世代社はエポック社などを通じて日本市場で単機能型の体感玩具を展開していたが、北米の玩具市場は日本と異なり、単体機能のゲーム玩具を投入したとしても日本同様の展開を図るのが非常に厳しいという考えから、カセット交換式のシステムを採用した（そのため、当初はXaviXPORTの日本での展開予定はなかった）。XaviXPORTにカセットを取り付けて同梱の専用コントローラーを利用することで、エポック社の体感型玩具と同等のゲームがプレイできる。なお、マイクロチップはカートリッジ側にあるため、XavixPORT自体はただのインターフェースである。
XaviXPORTの本体は入出力機能しか持たず、カートリッジ側にXaviX-Chipを搭載する仕様であるため、XaviXPORT発売時には開発中であった、3Dに対応した次世代XaviXであるXaviX2チップを搭載したソフトウェアを発売することも考慮されていた。カートリッジを交換することによって本体を買い換えなくともシステムが進化することを、港は変化せずとも荷物は時代と共に新しくなっていくことに例え、「XaviXPORT」と命名された。2006年には周辺機器としてマット型入力機器であるステップセンサも発売された。
体感ゲーム機としてよりも健康トレーニング機器としての用途を想定しており、システムとしては紛れも無くカートリッジ交換型のゲーム機ではあるが、新世代社は「ゲーム機」としてではなく「フィットネス機器」としての販売戦略をとっている。XaviXPORTのゲームはコアCPUとして、XaviX-Chipから進化したSuperXaviX-Chip（65816カスタム）が使われている。なお、XaviXPORTが「フィットネス機器」として売り出されたのは、赤外線や加速度センサーによって動きを感知する仕組み上、どうしても精密な操作性に欠けてしまい、プレイヤーが飽きやすいことが影響したものと思われる（フィットネス機器であれば、多少飽きがきても続けられる）。
ゲーム機としてみた場合、
- ゲーム機本体に機能が集約されている他社製品とは違ってカートリッジ側にチップが搭載されている（カセットビジョンなどと同じ方式。ソフトウェア価格が本体価格に比べて高くなる反面、本体を買い替えなくてもソフトウェア側の更新のみでより高性能なゲームがプレイできるメリットがある）
- 全てのゲームを同一のコントローラーでプレイする他社製品とは違い、ソフトウェアごとにテニスラケットや野球のバットなどを模した専用コントローラーが付属する
- 発売されたゲームカートリッジのほとんどに使われたメインチップのSuperXaviX-Chipがスーパーファミコンと同等の65816カスタム（ただし周波数は43MHzと大幅に高い）であるため、同世代のゲーム機と比較して性能が低い（後に高性能のXavix-2チップも発表されたが、その頃にはXavixPortそのものが下火になっていた）。
- ソフトウェアがフィットネス要素・トレーニング要素を重視しておりゲーム性が希薄
- ゲーム機第7世代のハードの中で発売時期と体感型コントローラーの採用が最も早い（Wiiリモコンに先行すること2年、KinectやPlayStation Moveに先行すること6年）

などの特徴がある。
ジャッキー・チェンと共同開発したというJCS（ジャッキー・チェン・スタジオ）シリーズの『XaviX AEROSTEP』（北米では『Xavix J-mat』）などがローンチタイトルとして用意され、本体の発表会でも中川社長とともにジャッキーが登場した。Wiiの前々々世代機であるスーパーファミコン並みの性能とは言っても、Wiiに2年先行するのは大きく、当時体感型ゲームがプレイ可能なコンシューマー機はXavixPORTだけだったこともあり、北米を中心としてある程度ヒットし、香港や台湾などでも発売された。発売ソフトは世界で200タイトルに及ぶ。
2006年にはXaviXPORTに類似した体感型コントローラーであるWiiリモコンを採用したゲーム機のWiiが、2007年にはWiiの周辺機器としてステップセンサに類似したバランスWiiボードが付属する家庭用フィットネス機器であるWii Fitが任天堂から発売され、共に爆発的に普及する中、XaviXPORTがどれほど対抗できたかは不明である。なお、2009年より公式サイトの更新がストップし、2015年にはサイトそのものが閉鎖された。
ちなみに、XaviXPORTもWiiも、テレビ側に置くセンサー（赤外線照射装置）と手元に持つリモコンとでプレイヤーの動きを検知するが、XaviXPORTの場合はテレビ側のセンサーから発した赤外線を手元のリモコンで反射させて、再びテレビ側のセンサーで拾っているのに対し、Wiiの場合はテレビ側のセンサーから発した赤外線を手元のリモコンのセンサーで直接拾い、それをBluetooth（無線）で本体に戻している。そのためXaviXPortのリモコンは電源不要であるがWiiの場合はリモコンにも電源が必要となる。また、Wiiの場合はリモコンに傾きを検知する3軸加速度センサも導入されている（XaviXPORTのソフトの一部にも使われている）。

## 専用アプリケーション一覧（日本）

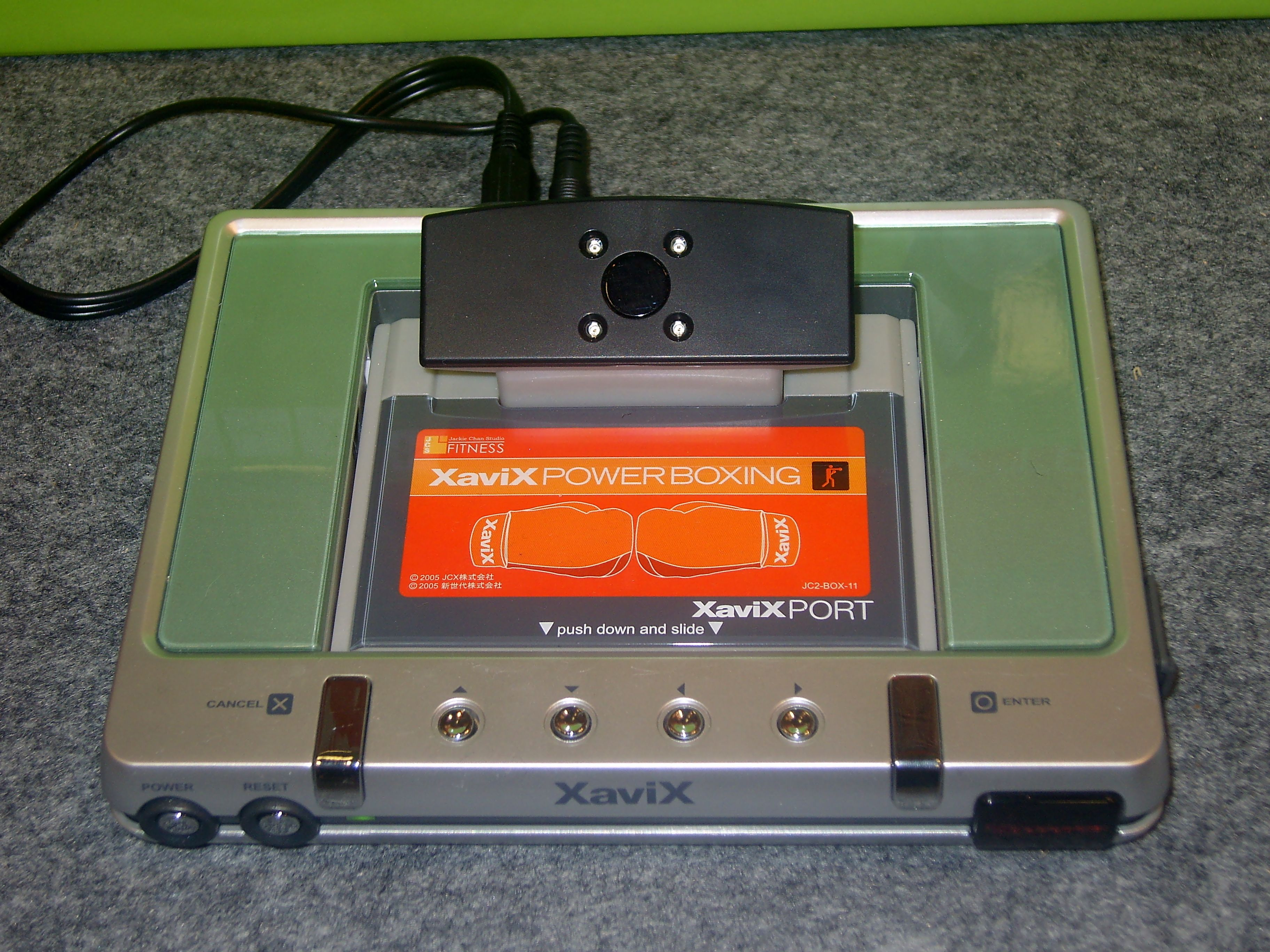
「XaviX POWER BOXING」をセットした本体

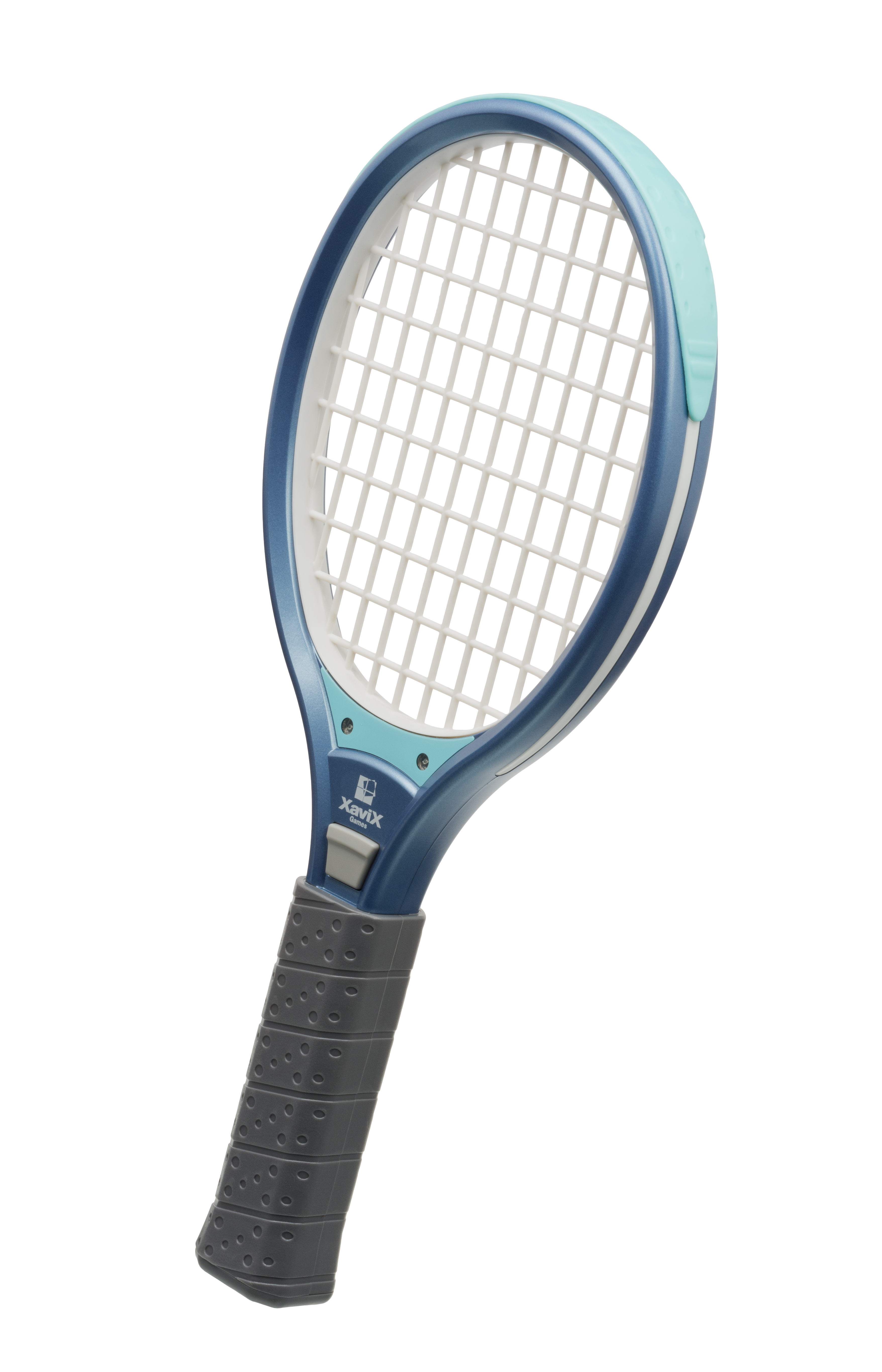
「XaviX TENNIS」で使用するテニスラケット

この他に福祉施設等向けに一般販売されていない「ザビックスほっとプラス」「アタマ倶楽部」があり、2016年時点ではサービス継続中であった。

### 2005年
- 9月22日 XaviX AEROSTEP（ザビックス・エアロステップ）
- 9月22日 XaviX POWER BOXING（ザビックス・ボクシング）
- 9月22日 XaviX TENNIS（ザビックス・テニス）
- 9月22日 XaviX BOWLING（ザビックス・ボウリング）
- 10月22日 XaviX GOLF（ザビックス・ゴルフ）
- 10月22日 XaviX BASEBALL（ザビックス・ベースボール）

### 2006年
- 4月27日 XaviX BEAUTYBALANCER（ザビックス・ビューティーバランサー）　※タカラトミー発売
- 8月5日 XaviX AERO Check & Balance（ザビックス エアロ チェック&バランス）

### 2007年
- 6月22日 XaviX PowerKIDS（ザビックス・パワーキッズ）
- 6月 XaviX Aerostep M.C.（ザビックス エアロステップ ミュージック&サーキット）
- 6月 XaviX EYEHAND（ザビックス・アイハンド）
- 8月23日 XaviX PowerKIDS Jr.（ザビックス・パワーキッズJr.）
- 9月27日 XaviX Bass FISHING（ザビックス・バスフィッシング）

### 2008年
- 2月 ザビックス ゆっくりステップ
- 10月中旬 XaviX+D3（ザビックス＋D3）　※デサントヘルスマネジメント研究所発売